# Max L. Strack
Max Leberecht Strack (* 9. September 1867 in Hamburg; † 10. November 1914 bei Merckem, Flandern) war ein deutscher Althistoriker und Numismatiker.

## Leben
Strack, Sohn des Hamburger Kaufmanns Hermann Strack und seiner Frau Emma, geborene Hertz, besuchte das Johanneum in Hamburg, wo er 1885 das Abitur ablegte. An der Universität Tübingen begann er anschließend ein Studium, zunächst neben seinem Militärdienst als Einjährig-Freiwilliger. Nach dessen Abschluss wurde er Reserveoffizier und trat 1886 in das Corps Suevia Tübingen ein. Im Herbst 1887 wechselte Strack an die Rheinische Friedrich-Wilhelms-Universität Bonn, wo er sich zunehmend auf die Alte Geschichte konzentrierte. Am 21. März 1892 wurde er in Bonn bei Heinrich Nissen mit einer Dissertation über die Chronologie des Peloponnesischen Kriegs promoviert. Im Herbst 1892 begann Strack eine zweijährige Studienreise durch den Mittelmeerraum, die ihn zunächst nach Athen führte, von wo aus er in Begleitung anderer Nachwuchswissenschaftler Reisen durch Griechenland und Kleinasien unternahm. 1893 reiste er über Ägypten nach Rom und kehrte 1894 nach Bonn zurück, wo er sich am 25. April 1896 mit einer Arbeit über die Ptolemäer habilitierte.
1904 wurde Strack außerordentlicher, 1907 ordentlicher Professor für Alte Geschichte an der Universität Gießen. Zu Ostern 1912 wechselte er an die Christian-Albrechts-Universität zu Kiel. Bei Ausbruch des Ersten Weltkrieges trat Strack als Offizier in die Armee ein und wurde rasch mit dem Eisernen Kreuz ausgezeichnet. Bereits im November 1914 fiel er in Flandern in der Ersten Flandernschlacht. Sein Sohn Paul L. Strack, ebenfalls Althistoriker und Numismatiker, war einer seiner Nachfolger auf der Professur in Kiel und fiel im Zweiten Weltkrieg.
Stracks Forschungsgebiet waren vor allem die Geschichte der Ptolemäer und die griechische Numismatik. Seit 1896 war er Korrespondierendes Mitglied des Deutschen Archäologischen Instituts.

## Schriften (Auswahl)
- De rerum prima belli Peloponnesiaci parte gestarum temporibus. Dissertation, Bonn 1892.
- Die Dynastie der Ptolemäer. Hertz, Berlin 1897 (archive.org).
- Die antiken Münzen von Thrakien. Band 1,1: Die Münzen der Thraker und der Städte Abdera, Ainos, Anchialos (= Die antiken Münzen Nord-Griechenlands. Band 2,1,1). Georg Reimer, Berlin 1912.